# Grant (Nebraska)
Grant je grad u američkoj saveznoj državi Nebraska. Prema popisu stanovništva iz 2010. u njemu je živjelo 1,165 stanovnika.